# Draba streptobrachia
Draba streptobrachia là một loài thực vật có hoa trong họ Cải. Loài này được R.A.Price mô tả khoa học đầu tiên năm 1980.